# شرخر
شرخر یا به‌طور رسمی دفتر وصول مطالبات شخص یا سازمانی است که مال یا وجه مورد اختلاف، طلب یا چِک و سفتهٔ برگشتی یا معلق را با قیمتی ارزانتر می‌خرد و بدهکار را از راه قانونی و گاه غیرقانونی تعقیب می‌کند تا وجه مربوط را به دست آورد.
رایج‌ترین نوع این عملیات اقتصادی فکتورینگ نامیده می‌شود. در این حالت سازمانی طلب‌های جاری شرکت‌ها را طی چند ساعت با کسر درصدی به عنوان حق‌العمل پرداخته و خود بجای طلب‌کار قبلی با بدهکار روبرو می‌شود.

## روش‌های غیرقانونی در یافت طلب
شرخری می‌تواند در رابطه با روش دادوستد وجوه مربوط حالت‌های غیرقانونی نیز بخود بگیرد. در این رابطه می‌توان گفت که امروزه در بسیاری کشورها باندهای تبهکارانه مافیایی مانند به وجود آمده‌اند که وظیفه وصول طلب شرخرها را با افزاری چون کتک زدن، مجروح کردن، شکستن انگشت و غیره، در ازای درصدی از وجه طلب به عهده می‌گیرند. چنین روش‌هایی در ایران نیز رایج است.